# Monkton (Tyne and Wear)
Monkton – osada w Anglii, w Tyne and Wear, w dystrykcie metropolitalnym South Tyneside. W 2001 miejscowość liczyła 8252 mieszkańców.